# Eugenio Giovanni Francesco di Savoia-Soissons
Eugenio Giovanni Francesco di Savoia-Soissons, IV conte di Soissons (Vienna, 23 settembre 1714 – Mannheim, 24 novembre 1734), è stato l'ultimo esponente della linea Soissons del ramo cadetto di Casa Savoia denominato Savoia-Carignano.

## Biografia

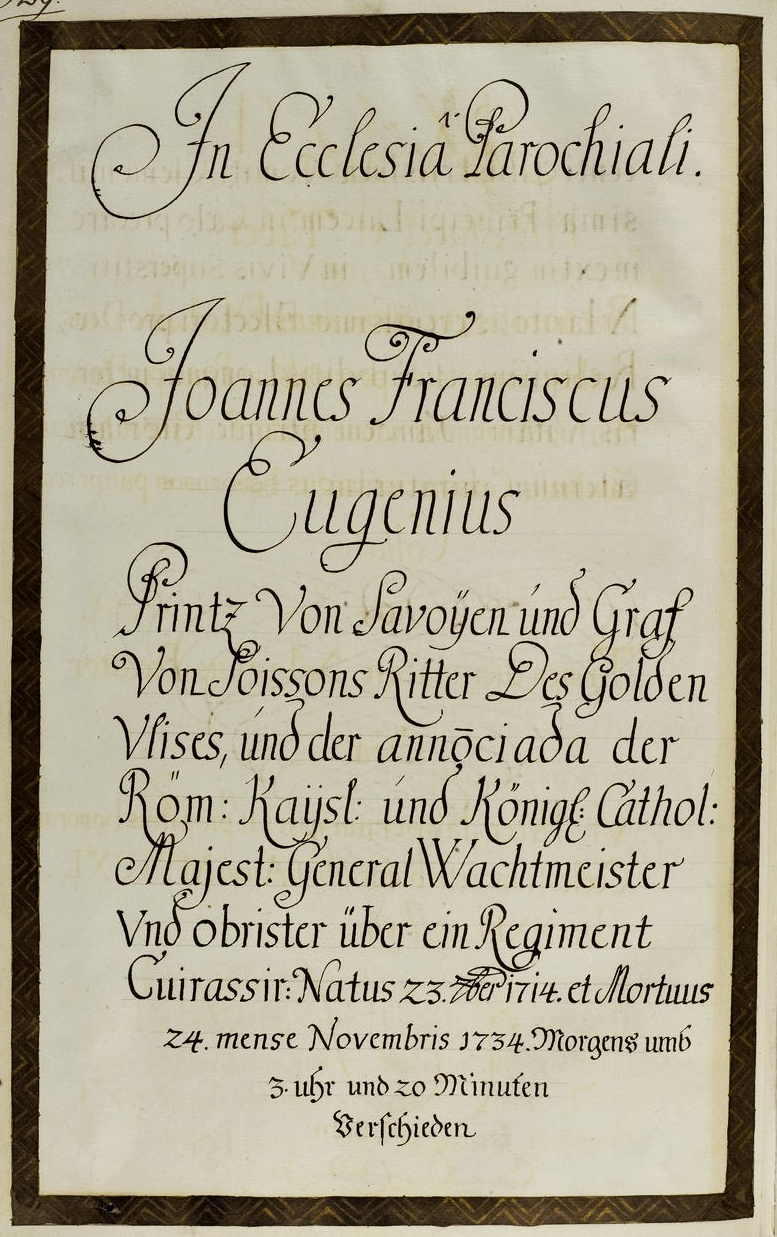
L'epigrafe sulla tomba di Eugenio Giovanni Francesco di Savoia-Soissons

Figlio di Emanuele Tommaso e di Maria Teresa del Liechtenstein, alla morte del padre nel 1729 gli succedette nel titolo di conte di Soissons, fregiandosi anche di quello jure matris di duca di Troppau.
Nel 1729, il re di Sardegna Vittorio Amedeo II gli concesse il titolo di cavaliere dell'Ordine Supremo della Santissima Annunziata, la più alta onorificenza sabauda.
Nel 1730 divenne colonnello del reggimento dei corazzieri "Jung-Savoie" (più tardi 8º reggimento dragoni "Conte Montecuccoli").
Nel 1731, su impulso del suo prozio, principe Eugenio di Savoia, famoso generale ed esponente di spicco della corte imperiale, egli venne nominato, come già suo padre, cavaliere dell'Ordine del Toson d'oro dall'imperatore Carlo VI.
Nel medesimo periodo, con l'intento di costituire nell'Italia centrale un secondo Stato sabaudo, lo stesso principe Eugenio di Savoia, particolarmente attaccato al pronipote, suo ultimo erede maschio ancora in vita, richiese per lui la mano della duchessina di Massa e Carrara, Maria Teresa Cybo-Malaspina, ottenendo la copertura sia dell'imperatore sia del nuovo re di Sardegna Carlo Emanuele III, a cui egli guardava come al capo della famiglia. La duchessina aveva allora solo sette anni e si trovava sotto la reggenza della madre Ricciarda Gonzaga di Novellara. I capitoli matrimoniali vennero firmati a Vienna, dove il principe risiedeva, il 2 maggio 1732 e, nel mese di ottobre, furono ratificati mediante sottoscrizione di persona da parte della reggente e dei due promessi sposi, durante una visita di cortesia del diciottenne conte a Massa: il matrimonio però non poté avere corso a causa della morte prematura del giovane, spentosi il 24 novembre 1734, a 20 anni, a Mannheim, capitale del Palatinato.
Le sue spoglie vennero sepolte nella locale chiesa di San Sebastiano; per l'occasione, il consigliere privato Johann Franz Capellini von Wickenburg dettò l'epigrafe per la sua tomba (visibile in questa voce), che riportò poi nella sua raccolta di scrizioni e monumenti sepolcrali chiamata Thesaurus Palatinus.
Eugenio Giovanni Francesco alla sua morte non lasciò eredi, cosicché con lui si estinse il ramo Savoia-Soissons di Casa Savoia. Il ducato di Troppau restò in capo alla madre fino alla di lei morte, senza altri figli, nel 1772, quando esso tornò, insieme al resto della sua enorme eredità, tra le attribuzione dei principi di Liechtenstein, a partire da Francesco Giuseppe I.

## Ascendenza
|                                               |                                 |                                                 | Genitori                                 |  |  | Nonni |  |  | Bisnonni                            |  |  | Trisnonni                             |  |
|                                               |                                 |                                                 |                                          |  |  |       |  |  | Eugenio Maurizio di Savoia-Soissons |  |  | Tommaso Francesco di Savoia-Carignano |  |
|                                               |                                 |                                                 |                                          |  |  |       |  |  | Eugenio Maurizio di Savoia-Soissons |  |  | Tommaso Francesco di Savoia-Carignano |  |
|                                               |                                 | Maria di Borbone-Soissons                       |                                          |  |  |       |  |  | Eugenio Maurizio di Savoia-Soissons |  |  |                                       |  |
| Luigi Tommaso di Savoia-Soissons              |                                 |                                                 |                                          |  |  |       |  |  | Eugenio Maurizio di Savoia-Soissons |  |  |                                       |  |
|                                               |                                 | Olimpia Mancini                                 | Lorenzo Mancini                          |  |  |       |  |  |                                     |  |  |                                       |  |
|                                               |                                 | Olimpia Mancini                                 | Lorenzo Mancini                          |  |  |       |  |  |                                     |  |  |                                       |  |
|                                               |                                 | Olimpia Mancini                                 | Girolama Mazzarini                       |  |  |       |  |  |                                     |  |  |                                       |  |
| Emanuele Tommaso di Savoia-Soissons           |                                 | Olimpia Mancini                                 |                                          |  |  |       |  |  |                                     |  |  |                                       |  |
|                                               |                                 | François Paul de La Cropte                      | Charles de La Cropte                     |  |  |       |  |  |                                     |  |  |                                       |  |
|                                               |                                 | François Paul de La Cropte                      | Charles de La Cropte                     |  |  |       |  |  |                                     |  |  |                                       |  |
|                                               |                                 | François Paul de La Cropte                      | Isabeau d'Auzaneau                       |  |  |       |  |  |                                     |  |  |                                       |  |
| Uranie de La Cropte                           |                                 | François Paul de La Cropte                      |                                          |  |  |       |  |  |                                     |  |  |                                       |  |
|                                               |                                 | Charlotte Martel                                | Gédéon Martel                            |  |  |       |  |  |                                     |  |  |                                       |  |
|                                               |                                 | Charlotte Martel                                | Gédéon Martel                            |  |  |       |  |  |                                     |  |  |                                       |  |
|                                               |                                 | Charlotte Martel                                | Élisabeth de La Mothe-Fouqué             |  |  |       |  |  |                                     |  |  |                                       |  |
| Eugenio Giovanni Francesco di Savoia-Soissons |                                 | Charlotte Martel                                |                                          |  |  |       |  |  |                                     |  |  |                                       |  |
|                                               | Carlo Eusebio del Liechtenstein | Carlo I del Liechtenstein                       |                                          |  |  |       |  |  |                                     |  |  |                                       |  |
|                                               | Carlo Eusebio del Liechtenstein | Carlo I del Liechtenstein                       |                                          |  |  |       |  |  |                                     |  |  |                                       |  |
|                                               | Carlo Eusebio del Liechtenstein | Anna Maria Šemberová di Boskovic e Černá Hora   |                                          |  |  |       |  |  |                                     |  |  |                                       |  |
| Giovanni Adamo Andrea del Liechtenstein       | Carlo Eusebio del Liechtenstein |                                                 |                                          |  |  |       |  |  |                                     |  |  |                                       |  |
|                                               |                                 | Giovanna Beatrice di Dietrichstein-Nikolsburg   | Massimiliano di Dietrichstein-Nikolsburg |  |  |       |  |  |                                     |  |  |                                       |  |
|                                               |                                 | Giovanna Beatrice di Dietrichstein-Nikolsburg   | Massimiliano di Dietrichstein-Nikolsburg |  |  |       |  |  |                                     |  |  |                                       |  |
|                                               |                                 | Giovanna Beatrice di Dietrichstein-Nikolsburg   | Anna Maria del Liechtenstein             |  |  |       |  |  |                                     |  |  |                                       |  |
| Maria Teresa del Liechtenstein                |                                 | Giovanna Beatrice di Dietrichstein-Nikolsburg   |                                          |  |  |       |  |  |                                     |  |  |                                       |  |
|                                               |                                 | Ferdinando Giuseppe di Dietrichstein-Nikolsburg | Massimiliano di Dietrichstein-Nikolsburg |  |  |       |  |  |                                     |  |  |                                       |  |
|                                               |                                 | Ferdinando Giuseppe di Dietrichstein-Nikolsburg | Massimiliano di Dietrichstein-Nikolsburg |  |  |       |  |  |                                     |  |  |                                       |  |
|                                               |                                 | Ferdinando Giuseppe di Dietrichstein-Nikolsburg | Anna Maria del Liechtenstein             |  |  |       |  |  |                                     |  |  |                                       |  |
| Edmonda di Dietrichstein-Nikolsburg           |                                 | Ferdinando Giuseppe di Dietrichstein-Nikolsburg |                                          |  |  |       |  |  |                                     |  |  |                                       |  |
|                                               |                                 | Maria Elisabetta di Eggenberg                   | Giovanni Antonio I di Eggenberg          |  |  |       |  |  |                                     |  |  |                                       |  |
|                                               |                                 | Maria Elisabetta di Eggenberg                   | Giovanni Antonio I di Eggenberg          |  |  |       |  |  |                                     |  |  |                                       |  |
|                                               |                                 | Maria Elisabetta di Eggenberg                   | Maria Anna di Brandeburgo-Bayreuth       |  |  |       |  |  |                                     |  |  |                                       |  |
|                                               |                                 | Maria Elisabetta di Eggenberg                   |                                          |  |  |       |  |  |                                     |  |  |                                       |  |